# Piquet

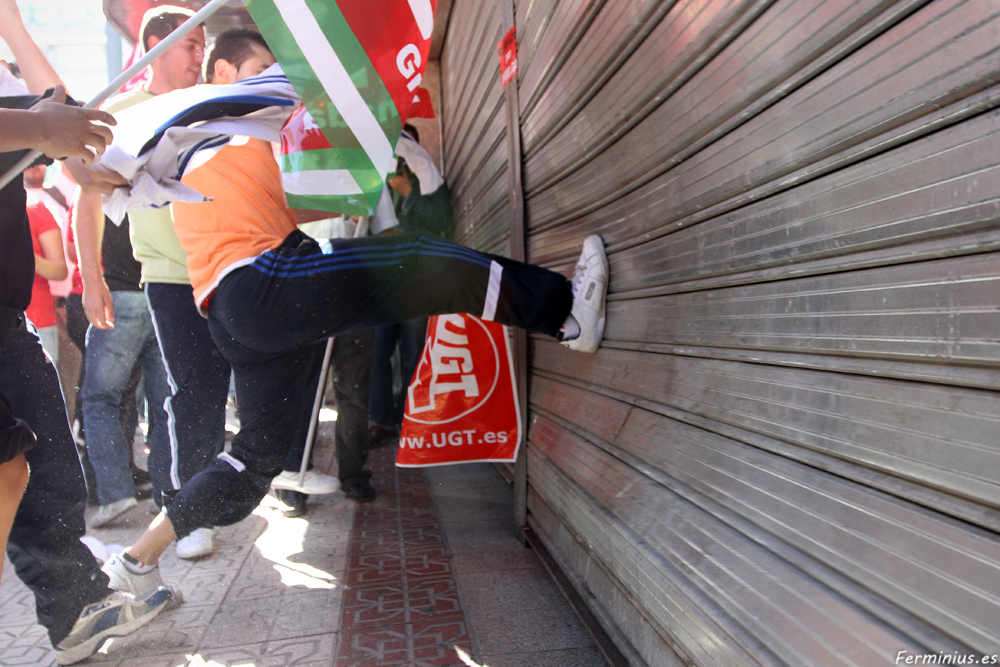
Piquets coactius atacant una botiga mig oberta a Granada durant la vaga general espanyola de 2010.

Un piquet és una forma de protesta on un grup de persones, dins el context d'una vaga, intenta que sigui secundada. Atès que a vegades els piquets empren mètodes expeditius, sovint es parla de piquets informatius per designar específicament a aquells que intenten defensar el dret de vaga de tots els treballadors utilitzant mitjans legítims com la informació o el convenciment.
Inicialment, els piquets es constituïen espontàniament en llocs històrics o davant edificis d'importància (entitats bancàries, seus governamentals, legislatives, judicials, entre d'altres).
La finalitat d'un piquet és la de generar canvis davant una situació de desacord, ja sigui d'ordre polític, econòmic, ambiental, social, etc. En algunes ocasions, la realització d'un piquet abandona la seva categoria de convocatòria pacífica, i es converteix en una manifestació amb actes de violència.

## Regulació a Espanya
Article 315.3 CP: «Les mateixes penes de l'apartat segon s'han d'imposar als que, actuant en grup, o individualment però d'acord amb altres, coaccionin altres persones a iniciar o continuar una vaga».
El Tribunal Suprem d'Espanya requereix com a necessari per entendre que existeix aquesta coacció, com a mínim, que hi hagi «força en les coses», requisit menor que la intimidació o violència sobre les persones. El bé jurídic protegit és el dret a no estar en vaga o no fer vaga, és a dir, la llibertat personal. És un delicte comú. No apareix definit de la manera usual a través de la locució «qui» si no amb l'expressió «els que, actuant en grup o individualment però d'acord amb altres». És a dir, cal per tant almenys la intervenció de tres persones, encara que sigui una sola la que apliqui la violència amb un acord exprés de les altres (si el subjecte actiu no actua en grup ni d'acord amb altres persones s'aplicarà la figura genèrica de coaccions de l'art. 172 CP). El tipus penal és exclusivament dolós. Es consuma amb el resultat de coacció, sent punible la temptativa. En el cas que la conducta violenta recaigui sobre diversos treballadors o sobre el mateix en diversos moments amb idèntica ocasió hi haurà un únic delicte massa o continuat, i no un concurs real. Si resultessin lesions o danys hi hauria concurs ideal amb aquests delictes.